# Монте Бјанко (Тревизо)
Монте Бјанко је насеље у Италији у округу Тревизо, региону Венето.
Према процени из 2011. у насељу је живело 39 становника. Насеље се налази на надморској висини од 80 м.